# Magdalena Van Daele-Huys
Maria Magdalena Van Daele - Huys (Wingene, 1 augustus 1906 - Brugge, 23 juni 1988) was een Belgisch volksvertegenwoordiger.

## Levensloop
(Maria) Magdalena was een dochter van varkenskoopman Arthur Huys uit Wingene (°1872) en van Romanie Depauw. Ze was onderwijzeres van beroep. Van september 1927 tot 1945 gaf ze les in de lagere school van de zusters apostolinen in Tielt. Daarna werd ze drie jaar provinciaal secretaresse voor CVP West-Vlaanderen.
Op 8 november 1947, op 41-jarige leeftijd, huwde ze met de Tieltse weduwnaar Paul Van Daele (1903-1983).
In 1949 werd ze als tweede vrouw verkozen tot CVP-volksvertegenwoordiger voor het arrondissement Roeselare en vervulde dit mandaat tot in 1965.
Tijdens haar beginnend mandaat maakte ze de koningskwestie mee, later de schoolstrijd en de woelige stakingen van 1960. In haar parlementaire loopbaan, gestart als exponent van de vrouwelijke vertegenwoordiging, kwam ze vooral tussen in zaken die de kleine man belangen, nl. huisvesting, onderwijs, watervoorziening en sociale aangelegenheden.
Haar zoon, Michiel Vandaele, was 17 jaar burgemeester van Tielt (tot eind 2011).